# Waschleithe
Waschleithe ist ein Ortsteil der Stadt Grünhain-Beierfeld im sächsischen Erzgebirgskreis.

## Geographie

### Lage
Waschleithe liegt etwa 5 Kilometer nordöstlich von Schwarzenberg im Erzgebirge im Tal des Oswaldbaches.
Durch den Ort führt die Kreisstraße 9113 von Langenberg zur Staatsstraße 222 Schönbrunn–Aue-Zelle.

### Nachbarorte
| Grünhain      |                                             | Elterlein   |
| Beierfeld     | Kompassrose, die auf Nachbargemeinden zeigt | Schwarzbach |
| Schwarzenberg | Langenberg                                  |             |

## Geschichte

### Ortsentstehung
Zur Verarbeitung der reichen Erz- und Silbervorkommen im Gebiet um das Grünhainer Kloster wurde in der Nähe des Glaßberges eine Erzwäsche errichtet. Für die Arbeiter und ihre Familien entstanden in der Nähe Wohnhäuser. Die Ortsbezeichnung, die als Waschsleiden erstmals 1528 urkundlich bezeugt ist, leitet sich von der häufig verwendeten Endung -leite für Hang ab und lässt sich so auf diese „Erzwäsche am Hang“ zurückführen. Waschleithe ist damit keines der vielen älteren erzgebirgischen Dörfer, die bereits um 1200 angelegt worden sind, sondern entstand erst mit dem Aufkommen des Bergbaus. Dies wird auch an der Anlage des Ortes deutlich. Waschleithe ist ein kettenähnliches Reihendorf und genügte mit seinen Blockparzellen den im Bergbau tätigen Einwohnern. 1551 war es mit insgesamt 16 Haushaltsvorständen relativ gering besiedelt. Bis 1764 war die Einwohnerzahl mit 16 Gärtnern und vier Häuslern nicht bedeutend gewachsen. Erst im Verlaufe der beiden folgenden Jahrhunderte stieg die Zahl der Bevölkerung allmählich an und erreichte in den 1950er Jahren mit etwa 800 Einwohnern ihren Höhepunkt.
Zum Gottesdienst gingen die Waschleither von Anfang an nach Grünhain. Auch politisch war das Dorf über die meiste Zeit dem gleichnamigen Amt unterstellt. Nach der Wende und der Neubildung des Freistaates Sachsen erfolgten Eingemeindungen, am 1. Januar 1999 kam Waschleithe mit seinen 562 Einwohnern (Stand 31. Dezember 1998) nach Beierfeld, das sich 2005 mit Grünhain zur Stadt Grünhain-Beierfeld zusammenschloss.

### Altenburger Prinzenraub
Überregionale Bekanntheit erlangte Waschleithe durch den Altenburger Prinzenraub im Jahre 1455. Die Legende besagt, dass der Köhler Georg Schmidt den Prinzen Albrecht aus seiner Geiselhaft befreite. Zum Dank wurde Schmidt daraufhin geadelt und „von Triller“ genannt und mit einem Freigut bei Zwickau beschenkt. Im Gedenken an die Befreiung des Prinzen errichteten die Einwohner von Waschleithe 1822 am Fürstenberg ein Denkmal in Form eines Obelisken. Unmittelbar daneben entstand Ende der 1830er Jahre eine Hütte, die seitdem als Köhlerhütte Fürstenbrunn Hotel und Gaststätte ist.

## Persönlichkeiten
- Fritz Körner (1873–1930), Mundartdichter

### Persönlichkeiten, die mit Waschleithe in Verbindung stehen
- Georg Höhlig (1879–1960), Maler, besuchte Waschleithe von 1913 an und schuf in Waschleithe und Umgebung zahlreiche Landschaftsbilder.

## Entwicklung der Einwohnerzahl
| Jahr    | Einwohnerzahl                                   |
| ------- | ----------------------------------------------- |
| 1548/51 | 8 besessene Mann, 3 Häusler, 5 Inwohner, 1 Hufe |
| 1764    | 16 Gärtner, 4 Häusler, 1 Hufe                   |
| 1834    | 307 1                                           |
| 1871    | 437                                             |

| Jahr | Einwohnerzahl |
| ---- | ------------- |
| 1890 | 434           |
| 1910 | 487           |
| 1925 | 481           |
| 1939 | 528           |
| 1946 | 517           |

| Jahr | Einwohnerzahl |
| ---- | ------------- |
| 1950 | 792           |
| 1964 | 583           |
| 1990 | 535           |
| 1998 | 562           |

## Sehenswürdigkeiten

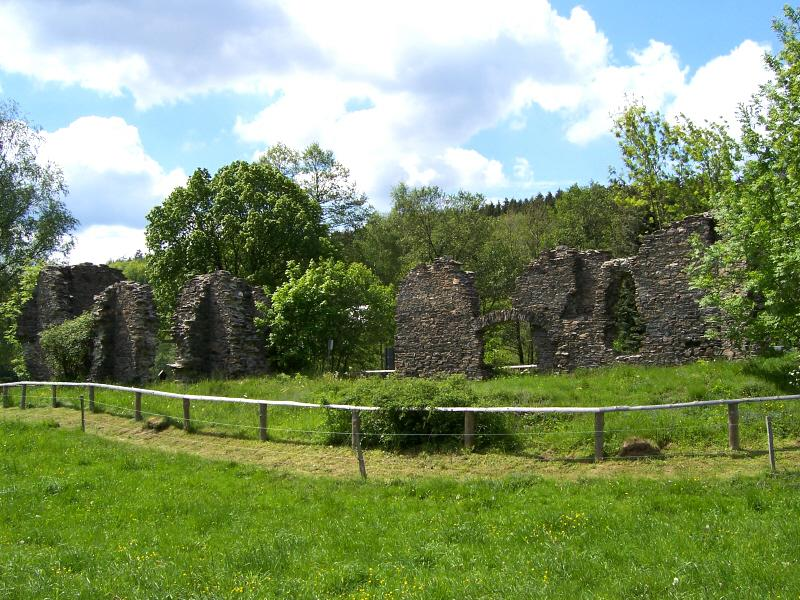
Ruine der Dudelskirche in Waschleithe

### St.-Oswalds-Kirche (Dudelskirche)
Eine der Sehenswürdigkeiten des Ortes ist die Ruine der St.-Oswalds-Kirche, die im Volksmund häufig „Dudelskirche“ genannt wird. Im Jahr 1514 (nach anderen Quellen 1515) sollen der Grünhainer Abt Gregorius Küttner und der Annaberger Bürgermeister Wolfgang Messerschmidt den Grundstein für den Bau gelegt haben. Es ist nicht erwiesen, ob sie jemals fertig gebaut und als Kapelle genutzt wurde. Seit 1536 und der Auflösung des Klosters Grünhain befand sich die Kirche im Verfall. Heute sind noch immer Teile der Außenmauern erhalten, sie sind eingezäunt. Die Herkunft der Bezeichnung „Dudelskirche“ ist unklar, möglicherweise kommt sie von dem Begriff Dult, eine Bezeichnung für Jahrmarkt, die oft neben Kirchen abgehalten wurden. 1828 findet sich die Bezeichnung Tuselskirche.
Einer Sage zufolge soll der reiche Hammer- und Bergherr Caspar Klinger die Kirche als Sühne für den Mord am Elterleiner Bergherrn Wolf Götterer gebaut haben und am Tag der Weihe von einem Blitz, der das Gebäude traf, erschlagen worden sein. In der Familie Klinger befand sich noch bis in das 17. Jahrhundert das Eisensteinbergwerk St. Oswald auf der Heide.
Im Februar 2008 wurde ein durch den Scheibenberger Künstler Peter Rehr geschaffenes hölzernes Sühnekreuz vor der Dudelskirche errichtet.

### Weitere Sehenswürdigkeiten

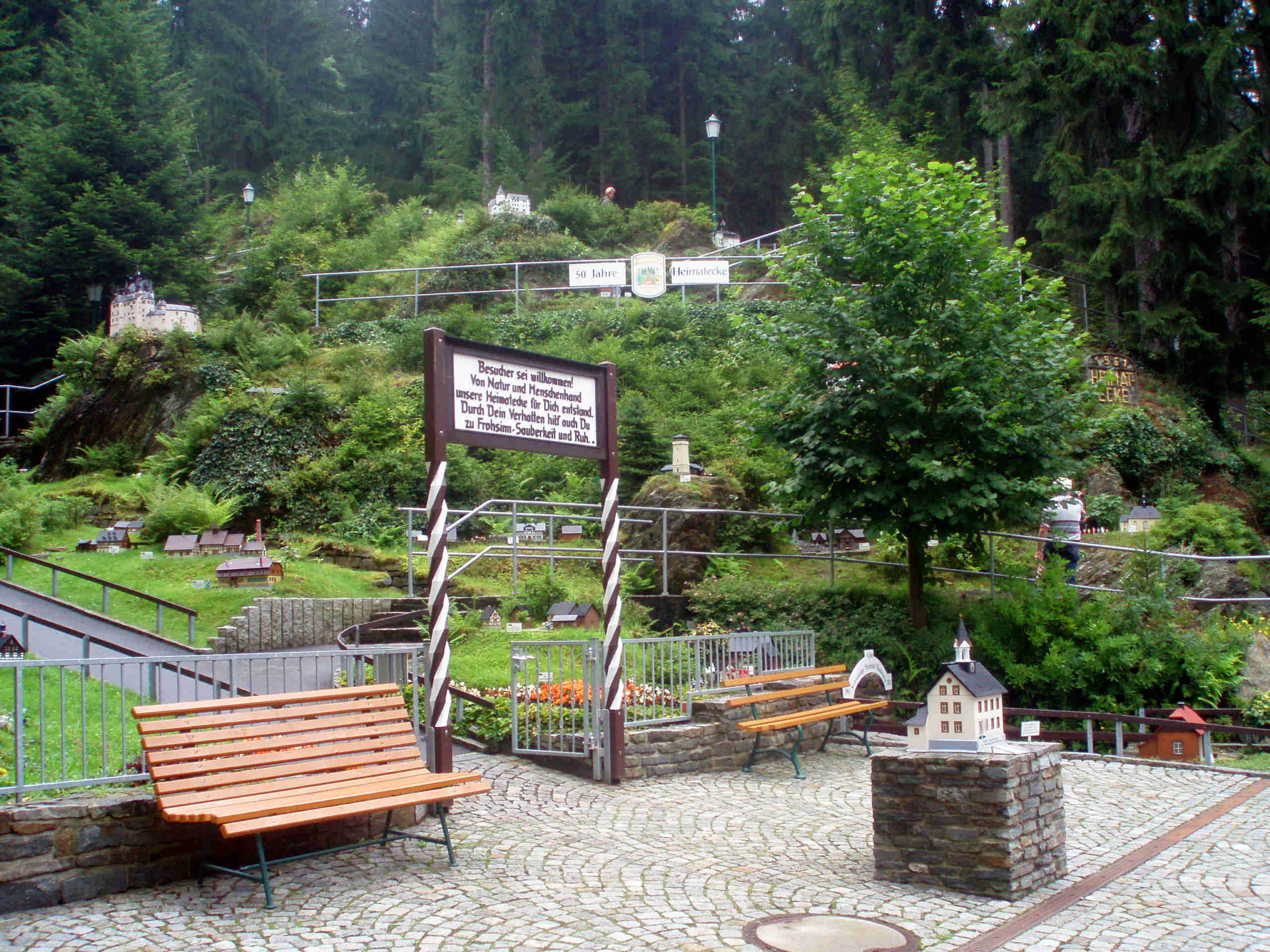
Eingang zur Heimatecke

- Fürstenbrunn und Köhlerhütte mit Obelisk (Denkmal zu Ehren des Sächsischen Prinzenraubs)
- Schauanlage „Heimatecke“ (Miniaturdarstellungen bedeutender erzgebirgischer Gebäude)
- Schaubergwerk Herkules-Frisch Glück
- Natur- und Wildpark